# Tscherepanowo (Kaliningrad)
Tscherepanowo (russisch Черепаново, deutsch Reichau) ist ein Ort in der russischen Oblast Kaliningrad und gehört zur Mosyrskoje selskoje posselenije (Landgemeinde Mosyr) im Rajon Prawdinsk.

## Geographie
Tscherepanowo liegt neun Kilometer südöstlich der früheren Kreisstadt Snamensk und 24 Kilometer nordöstlich der jetzigen Rajonhauptstadt Prawdinsk. Durch den Ort verläuft die russische Fernstraße R 508. Die nächste Bahnstation ist Snamensk an der Bahnstrecke Kaliningrad – Gussew – Nesterow  zur Weiterfahrt nach Litauen.

## Geschichte
Der Gutsbezirk mit dem damaligen Namen Reichau wurde am 21. Dezember 1908 aus Teilen des Nachbargutsdorfes Friederikenruh (heute nicht mehr existent) gebildet und in den Amtsbezirk Koppershagen (nicht mehr existent) eingegliedert. Bis 1945 gehörte der Ort somit zum Landkreis Wehlau im Regierungsbezirk Königsberg der preußischen Provinz Ostpreußen. Im Jahre 1910 zählte Reichau 119 Einwohner.
Am 30. September 1928 gab der Gutsbezirk Reichau seine Selbständigkeit auf und wurde in die Landgemeinde Schönrade (russisch heute: Schtscherbinino) eingemeindet und gleichzeitig in den Amtsbezirk Eiserwagen (russisch heute: Bely Jar) umgegliedert.
Im Jahre 1945 kam Reichau mit dem nördlichen Ostpreußen zur Sowjetunion und wurde 1950 in Tscherepanowo umbenannt. Seit 2009 gehört die Siedlung zur Mosyrskoje selskoje posselenije (Landgemeinde Mosyr).

## Kirche
Bis 1945 war Reichau mit seiner überwiegend evangelischen Bevölkerung in das Kirchspiel Allenburg im  Kirchenkreis Wehlau eingepfarrt und gehörte somit zur Kirchenprovinz Ostpreußen der Kirche der Altpreußischen Union.
Seit den 1990er Jahren liegt Tscherepanowo im Einzugsbereich der Auferstehungskirchengemeinde in Kaliningrad und ist der Propstei Kaliningrad zugeordnet. Sie gehört zur Evangelisch-Lutherischen Kirche Europäisches Russland (ELKER).